# Geochelone platynota
Geochelone platynota is een schildpad uit de familie landschildpadden (Testudinidae). De soort werd voor het eerst wetenschappelijk beschreven door Edward Blyth in 1863. Oorspronkelijk werd de wetenschappelijke naam Testudo platynota gebruikt.

## Uiterlijke kenmerken
Het rugschild is ovaal van vorm en is zeer bol, de zijkanten lopen steil af. Het schild bereikt een maximale lengte van 26 centimeter, een cervicaalschild ontbreekt. Het rugschild is bruin van kleur en heeft een voor sterschildpadden kenmerkende tekening van lichtgele, maximaal 6 straalsgewijze lijnen tussen de hoornplaten, die een lichter midden hebben. De kleur van de kop en ledematen is lichtbruin tot geel, de kop heeft normale proporties en een uitstekende snuitpunt ontbreekt. De voorpoten zijn aan de voorzijde bedekt met grote, puntige tot ronde schubben, de staart eindigt in een verdikte schub. De mannetjes zijn van de vrouwtjes te onderscheiden door een dikkere en langere staart, de cloaca is bij mannetjes verder naar achter gepositioneerd. Van de verder sterk gelijkende en meer algemeen voorkomende sterschildpad (Geochelone elegans) is de soort te onderscheiden door de buikschilden te vergelijken.

## Algemeen
Geochelone platynota is endemisch in Myanmar, het voormalige Birma, en komt voor in het midden van het land. Omdat het politiek instabiele Myanmar het CITES- verdrag niet heeft ondertekend en geen beschermende maatregelen heeft getroffen voor beschermde diersoorten, gaat de schildpad in aantal en verspreidingsgebied achteruit. De schildpad wordt door de lokale bevolking gegeten en naar China geëxporteerd waar het dier eveneens als voedsel wordt gezien. Ook wordt deze soort aangeboden in de handel in exotische dieren. Door al deze bedreigingen is Geochelone platynota een van de 25 meest bedreigde soorten schildpadden ter wereld.
De habitat bestaat uit droge bossen, aan het eind van februari worden de nesten gegraven. De legsels zijn klein in aantal maar de eieren zijn relatief groot.